# Pay off
『Pay off』（ペイオフ）は、原作きうちかずひろ、作画むとうひろしによる、日本の漫画。

## 概要
元々は、オムニバス映画『KILLERS キラーズ』 の一編「Pay off」（きうちかずひろ監督作品）が下敷きになっており、エンディングに微妙な差があるが、第1話はほぼ同じ設定の話である。
むとうひろしの後年の作品『今日からヒットマン』の世界観に多少なりとも影響を与えていると思われる。ただし、『今日からヒットマン』は、しばしばギャグテイストが混ざることがある基本的に娯楽作品であるのに対し、本作はギャグなどが皆無とは言えないものの比較的ドライな雰囲気で描かれている。

## 書籍情報
『Pay off』 原作：きうちかずひろ 作画：むとうひろし ヤングマガジンコミックス（講談社） 全1巻
1. 2004年3月5日発売[1] ISBN 978-4-0636-1217-2